# Interruzione di gravidanza e religioni
I rapporti tra interruzione di gravidanza e religioni sono piuttosto complessi: la posizione delle religioni maggiori nei confronti dell'aborto procurato è solitamente di condanna; la posizione delle religioni minori è più variegata.

## Ebraismo
Pur rifacendosi ai testi della Bibbia contrari all'aborto (soprattutto Esodo 21,22-25) e ad una prassi attestata già da Flavio Giuseppe, c'è una qualche apertura sull'aborto nelle prime quattro settimane, ma solo nel caso di pericolo per la salute della madre. Dio stabilisce che se due uomini vengono alle mani e nella lotta colpiscono una donna incinta, causandole l'aborto o la nascita prematura del bambino, essi devono essere multati secondo il danno causato al bambino. Questi passi sono in genere datati tra il 200 a.C. ed i primi secoli dell'era cristiana. Gli aborti terapeutici devono essere autorizzati caso per caso.

## Cristianesimo

### Chiesa cattolica
Nel cristianesimo,  la Chiesa cattolica fu a lungo divisa sul tema. Se la chiesa degli esordi tendeva a equiparare il feto a una persona, di particolare influenza furono le teorie di Aristotele sulla distinzione tra feto animato e feto inanimato (animato dopo i 40 giorni se maschio, 80 giorni se femmina), tesi accolte e promulgate dallo stesso San Tommaso d'Aquino nel medioevo. L'influenza di d'Aquino giunse a numerosi teologi cattolici che nei secoli successivi, pur riconoscendo l'immoralità dell'aborto in quanto contrario alla legge naturale, sosterranno la possibilità dell'aborto del feto non ancora animato, senza condannarne la pratica. Tra essi sant'Antonino di Firenze, Giovanni di Napoli, Silverstro da Prieras, Martín de Azpilcueta e il discusso teologo cinquecentesco Tomás Sánchez che, per esempio, si spinse a considerare il feto pars viscerum matris, eliminabile come ogni altra viscera malata, quando compromessa la salute della madre. Dopo il Decretum Gratiani del 1140, solo nel 1869 Papa Pio IX affermò, nella costituzione Apostolicae Sedis, che il feto ha un'anima fino dal concepimento. La posizione della Chiesa è stata ribadita nell'Istruzione sul rispetto della vita umana nascente e la dignità della procreazione, che dal 1987 equipara quindi il feto a una persona sin dal momento del concepimento.
In generale, sulla base di riferimenti scritturali e apostolici, considera la vita un dono di Dio, e dunque un bene in sé di cui all'uomo non è dato disporre. Secondo la dottrina moderna ne consegue che l'aborto, come scelta volontaria dell'uomo volta a impedire lo sviluppo della vita, equivale ad un omicidio ed è considerato peccato mortale. La vita di ogni essere umano è un bene indisponibile per l'uomo e questi è chiamato a difenderla dal concepimento alla morte naturale. Allo stesso modo i cosiddetti metodi di contraccezione d'emergenza, che impediscono l'annidamento del concepito nell'utero materno, vengono considerati abortivi perché impediscono lo sviluppo iniziale della vita del nascituro. Papa Giovanni Paolo II ha spiegato la posizione cattolica nell'enciclica Evangelium Vitae, specialmente nei numeri 58-63 e 68-74.
Nella nota del 1993 Circa l'"isolamento uterino" ed altre questioni, emessa dalla Congregazione per la Dottrina della Fede, guidata dall'allora cardinale Joseph Ratzinger, si afferma che è lecito eseguire l'isterectomia (ovvero l'asportazione dell'utero), nel solo caso che il suo danneggiamento (in seguito al parto, per esempio) rappresenti un grave pericolo attuale per la vita o la salute della donna. Questa pratica (o l'equivalente legatura delle tube) non è ammessa in mancanza di un pericolo in atto, come misura preventiva per la salute della donna in caso di gravidanza futura, perché, mancando una ragione terapeutica attuale, tale pratica si configurerebbe come «sterilizzazione diretta», sempre vietata dalla morale cattolica.
È documentato il divieto di aborto anche nei confronti di donne vittime di violenza sessuale, anche se minorenni.
Durante il Giubileo del 2016 papa Francesco ha concesso a tutti i preti del mondo la facoltà di assolvere le donne che hanno abortito: «Conosco bene i condizionamenti che le hanno portate a questa decisione. So che è un dramma esistenziale e morale. Ho incontrato tante donne che portavano nel loro cuore la cicatrice per questa scelta sofferta e dolorosa. Ciò che è avvenuto è profondamente ingiusto; eppure, solo il comprenderlo nella sua verità può consentire di non perdere la speranza. Il perdono di Dio a chiunque è pentito non può essere negato, soprattutto quando con cuore sincero si accosta al sacramento della confessione per ottenere la riconciliazione con il Padre».

### Chiesa ortodossa
La posizione della Chiesa ortodossa, per riferimenti biblici, patristici e dottrinali coincide con quella della Chiesa Cattolica, ed è da sempre contraria all'aborto; sono confermati i riferimenti biblici contrari all'aborto (p.es. Esodo 21,22-25) e i testi non-canonici del I secolo come la Didaché, la Lettera di Barnaba e l'Apocalisse di Pietro e infine il canone 91 del Concilio in Trullo, ritenendo che "l'uomo è fatto ad immagine di Dio al momento del concepimento". Inoltre la Chiesa mantiene tre festività riguardanti il concepimento: l'annunciazione della Vergine Maria il 25 marzo, il concepimento di sant'Anna il 9 dicembre e le feste di Giovanni Battista detto il Precursore, che si festeggia il 23 settembre. Tuttavia, seguendo Basilio Magno, non si esclude che lo si debba praticare nel caso di pericolo per la vita della madre (come caso di eccezione).
Analoga a quella ortodossa è la posizione delle Chiese ortodosse orientali.

### Chiese protestanti
La posizione delle Chiese protestanti è più variegata. Lutero e Calvino sostennero che anima e corpo esistono immediatamente al momento del concepimento, mentre Melantone affermò che l'anima è data da Dio solo dopo che il corpo è formato, tesi in accordo con alcuni Padri della Chiesa, come Girolamo e Agostino, ma in realtà aristotelica. Si deve però precisare che né Girolamo né Agostino furono mai favorevoli all'aborto, infatti ritenevano, in accordo alla Chiesa Cattolica,  il corpo umano, formato da Dio per ospitare un'anima, qualcosa di inviolabile perché formato da Dio per accogliere un'anima. Oggi, tuttavia, le chiese più diffuse accentuano l'importanza delle circostanze uniche che ciascuna decisione di aborto ha sulle responsabilità di chi deve scegliere, in particolare la donna, riconoscendo che il conflitto morale sull'aborto sia tragico ed ambiguo. Di conseguenza alcune Chiese condannano l'aborto, mentre altre lo accettano. Per i luterani, ad esempio, entro una visione etica fondamentalmente a difesa della vita il cristiano si presenta davanti a Dio con la propria coscienza che non può venire delegata ad altri: la sua responsabilità è personale, anche sul concetto di vita o di morte. I battisti condividono questa visione morale, ma sono generalmente ostili all'aborto.
La Chiesa mormone ritiene la vita umana sacra e, pertanto, si oppone all'utilizzo dell'interruzione volontaria di gravidanza per ottenere benefici personali o sociali; tuttavia giustifica l'aborto in alcuni casi:
- la gravidanza è conseguenza di violenza sessuale o incesto;
- una competente autorità medica stabilisce che esiste un grave pericolo per la vita o la salute della gestante;
- una competente autorità medica stabilisce che il feto, a causa di gravi malformazioni, non sopravviverà dopo la nascita.

Comunque, anche in queste rare eccezioni, la decisione di ricorrere all'interruzione della gravidanza non può essere assunta automaticamente. Le persone coinvolte sono invitate a consultare i propri dirigenti ecclesiastici locali e a ricercare la guida divina in merito tramite preghiera. La Chiesa non ha sostenuto o opposto proposte legislative o dimostrazioni pubbliche riguardanti l'aborto volontario.

### Chiesa anglicana
La Chiesa anglicana non ha definito una posizione ufficiale sul momento a partire dal quale la vita in sviluppo nell'utero femminile è una persona umana, e quindi santa e titolare del diritto alla vita. Solo una minoranza condivide la posizione cattolica mentre la maggioranza applica i principi di contestualizzazione tipici dell'etica anglicana nei casi di conflitto fra i diritti di persone differenti; di conseguenza, fra gli anglicani prevale l'idea che in certi casi, definiti secondo i principi succitati, l'aborto è moralmente giustificabile. (cf. Lambeth Conference Report, 1930, 16 & 1978, 10).

### Testimoni di Geova
I Testimoni di Geova, strettamente rispettosi delle prescrizioni bibliche, rimangono profondamente contrari all'aborto, pur approvando (a differenza della Chiesa cattolica) tutti i metodi anticoncezionali prima del concepimento.

### Associazioni vicine al Cristianesimo
Vi sono organizzazioni che si richiamano al Cristianesimo, come il Movimento per la Vita in Italia e la Moral majority negli USA, che caldeggiano l'applicazione del divieto anche mediante leggi dello Stato.

## Buddismo

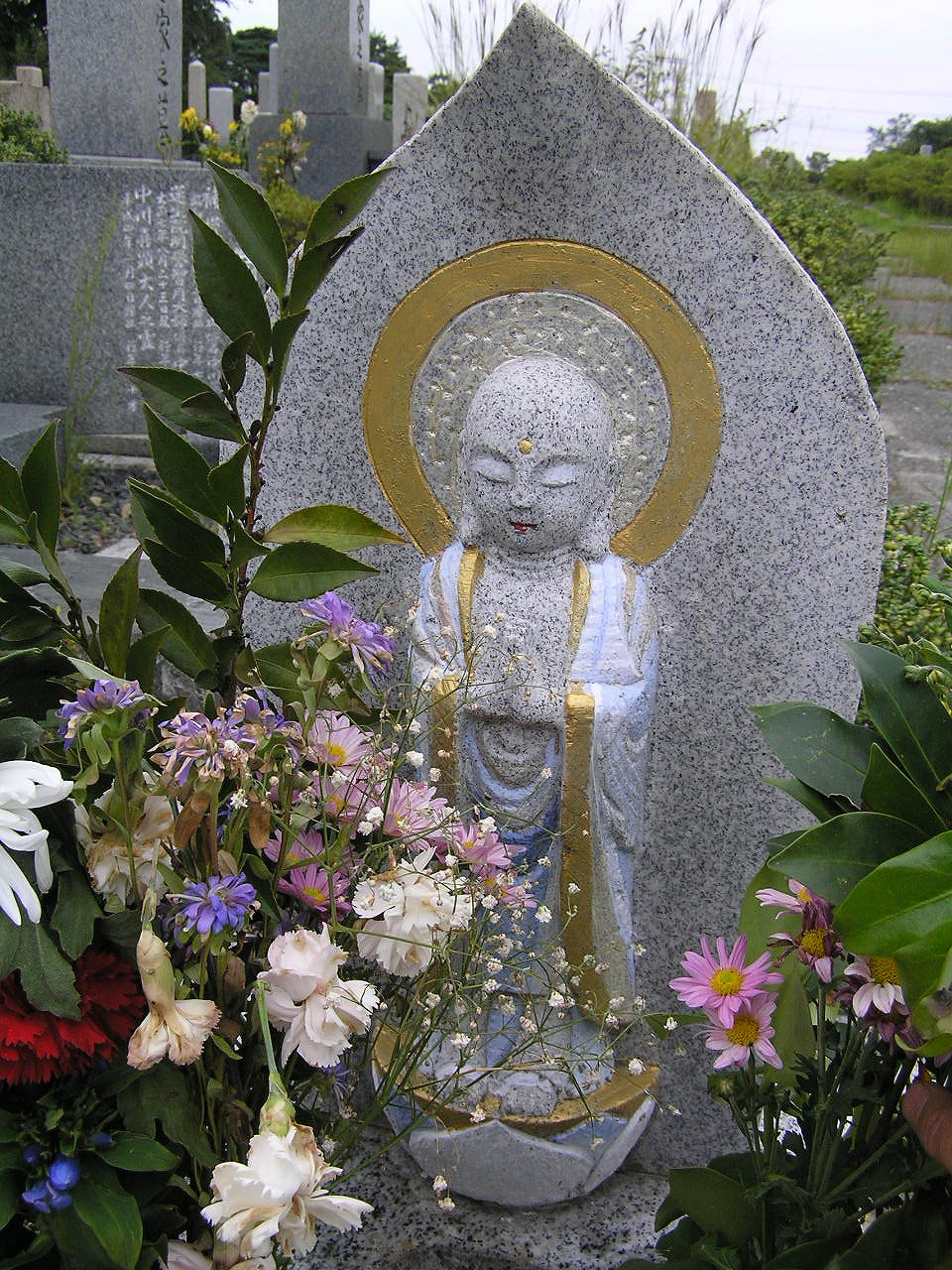
Memoriale buddhista ai non nati in Giappone

Nel buddhismo la posizione in merito all'aborto non è univoca in quanto, in tale religione, non vi è un organismo autoritativamente rappresentativo, come lo è ad esempio il Magistero della Chiesa per il cattolicesimo. Tuttavia, generalmente, rimane una pratica che è scoraggiata dalla maggioranza delle comunità in quanto - nella concezione buddhista - la vita inizia al momento del concepimento. Un aborto costituirebbe, quindi, una violazione del primo dei cinque precetti buddhisti che impegna i praticanti ad "astenersi dal togliere la vita altrui".
Posizioni di apertura, però, sono state espresse dal XIV Dalai Lama, che, pur essendo contrario in linea di principio all'aborto, si è espresso molte volte per valutare "caso per caso" e scegliere il "male minore", come, ad esempio, di fronte a problemi pratici.
Su posizioni più permessive si pone anche la Soka Gakkai (scuola laica del buddhismo Nichiren giapponese) che ammette l'aborto in caso di pericolo per la madre e altri casi, e non esprime una posizione di totale rifiuto, lasciando al fedele la scelta di coscienza.

## Islam
Nell'Islam, si ritiene che il feto riceva l'anima solo dopo 120 giorni dal concepimento, tuttavia anche l'embrione è ritenuto degno di rispetto. Per questo l'aborto in generale non è consentito, ma alcune scuole fanno salvi i casi di stupro e di problemi di salute della donna incinta. Ad ogni modo l'aborto dopo il quarto mese è considerato un omicidio.
Il Corano afferma che Dio ha vietato di uccidere le anime degli infanti, in particolare per una condizione di povertà e ad eccezione di determinate giuste cause. Esse non furono tipizzate dal profeta Maometto, il quale non discusse mai casi di aborto volontario né nel Corano né nella Sunna. Esiste, invece, almeno un caso nel quale Maometto affrontò il tema dell'aborto forzato, disponendo che i parenti dell'assassino versassero ai famigliari della vittima un risarcimento pari a una diya per la morte della gestante e ad un ulteriore 5% (ghurra) per il feto. La sua valutazione economica inferiore alla madre e la concezione teologica di una natura spirituale a partire dal quarto mese di gravidanza lasciano intendere che nel mondo islamico il nascituro non sia considerato un "essere umano a tutti gli effetti", almeno nei 120 giorni iniziali. La giurisprudenza delle scuole sunnite è concorde nel divieto di aborto a partire dal quarto mese, mentre solamente la scuola islamica shafi'ita vieta qualsiasi tentativo di espellere il seme maschile a partire dal primo istante del suo ingresso del seme maschile nel grembo materno.

## Induismo
Nelle centinaia di correnti religiose dell'induismo la regola è per il no. Tuttavia si registra una certa tolleranza per i trasgressori.

## Sepoltura dei feti
La sepoltura dei feti è un tema trasversale alle diverse confessioni religiose, in particolare quelle che contrarie all'interruzione di gravidanza.

### In Italia
Il regolamento di polizia mortuaria prevede che i "prodotti di concepimento" inferiori a 20 settimane possono essere sepolti solo con esplicito consenso da parte della madre; in alternativa devono essere termodistrutti da parte dell'azienda ospedaliera.
Per i feti oltre 28 settimane invece vige l'obbligo di normale sepoltura come "nati morti", anche se la normativa italiana garantisce comunque ai genitori il diritto di opporsi alla sepoltura.
Il 12 agosto 2020, il comune di Marsala ha deliberato l'istituzione di un pubblico "registro dei feti mai nati" che associ i resti fetali provenienti da aborto a un codice identificativo e a un nome di fantasia, oltre ad una modifica al regolamento dei servizi cimiteriali che prevede la creazione di una specifica area di seppellimento all'interno del cimitero pubblico.
Nell'agosto 2021 il consiglio comunale di Marsala ha provveduto alla rimozione di tale registro in quanto ritenuto offensivo e lesivo dei diritti delle donne, e anche a seguito di un ricorso presentato al TAR della Sicilia.
Nel giugno 2023 Roma Capitale e Ama sono state condannate dal garante per la privacy per aver ottenuto e diffuso senza il consenso degli interessati, i dati di centinaia di donne che avevano affrontato un'interruzione di gravidanza. Tale sentenza arriva dopo lo scandalo internazionale del "Cimitero di Roma Flaminio".